# Central Bureau for Astronomical Telegrams
Il Central Bureau for Astronomical Telegrams, in italiano Ufficio centrale per i telegrammi astronomici, più noto come CBAT, è il centro ufficiale di raccolta e diffusione delle scoperte e delle osservazioni di tutti i tipi di osservazioni astronomiche relative a tutti i tipi di oggetti (pianeti, satelliti, asteroidi, comete, anelli, ecc.) e fenomeni celesti (nove, supernove, piogge meteoriche, ecc.), permanenti o transitori. Il CBAT stabilisce la priorità delle scoperte ed assegna le sigle identificative provvisorie, definitive e i nomi definitivi degli oggetti scoperti. Il CBAT redige e distribuisce per conto dell'Unione Astronomica Internazionale (IAU) le circolari International Astronomical Union Circular (IAUC), Minor Planet Electronic Circular (MPEC) e Central Bureau Electronic Telegram (CBET).
Dagli anni venti agli anni novanta, era uso del CBAT inviare le circolari urgenti tramite telegramma e le restanti, la maggior parte, tramite posta ordinaria. L'invio dei telegrammi è continuato successivamente sotto forma di messaggi Internet, i CBET. Dalla metà degli anni ottanta le circolari IAUC e MPEC sono state diffuse anche via Internet. Il CBAT è un'organizzazione senza scopo di lucro, molti dei suoi servigi sono a pagamento allo scopo di fungere da autofinanziamento.

## Storia
Le origini del CBAT risalgono al 1882 quando l'Astronomische Gesellschaft istituì l'Ufficio Centrale con sede a Kiel, in Germania. Durante la prima guerra mondiale l'Ufficio fu spostato in Danimarca presso l'Osservatorio Østervold e gestito dall'Osservatorio dell'Università di Copenaghen. Nel 1922 la IAU trasformò ufficialmente l'Ufficio Centrale nel Central Bureau for Astronomical Telegrams, in inglese, Bureau Central des Télégrammes Astronomiques in francese, ossia nel suo Ufficio Centrale dei Telegrammi Astronomici, ove rimase fino alla fine del 1964, quando fu spostato presso l'osservatorio HCO dell'Università di Harvard (Massachusetts, Usa) e gestito dallo Smithsonian Astrophysical Observatory dove è tuttora: il personale dell'HCO, che già svolgeva dal 1883 le funzioni di Ufficio Centrale per l'Emisfero occidentale prese in carico le funzioni del CBAT.